# Ciocalypta massalis
Ciocalypta massalis är en svampdjursart som först beskrevs av Carter 1883.  Ciocalypta massalis ingår i släktet Ciocalypta och familjen Halichondriidae. Inga underarter finns listade i Catalogue of Life.